# Dactylocnemis pacificus
El gecko del Pacífico (Dactylocnemis pacificus) es la única especie conocida de gecko del género Dactylocnemis, perteneciente a la familia Diplodactylidae. Fue descrita científicamente por Gray en 1842.

## Distribución
Se encuentra en Nueva Zelanda (Isla Norte).